# Condecoracions d'Itàlia
Les condecoracions italianes són totes aquelles condecoracions d'origen italià, conferides principalment pel mèrit, que tenen com a destinatari el personal civil o militar, sigui italià o estranger.

## Ordes

### Regne d'Itàlia
Orde Suprem de la Santíssima Anunciació - Ordine Supremo della Santissima Annunziata
 Orde de Sant Maurici i Sant Llàtzer - Ordine dei Santi Maurizio e Lazzaro
 Orde Militar de Savoia - Ordine Militare di Saboia
 Orde Civil de Savoia - Ordine Civile di Savoia
 Orde de la Corona d'Itàlia - Ordine della Corona d'Italia
 Orde al Mèrit del Treball - Ordine al merito del Lavoro
 Orde Colonial de l'Estrella d'Itàlia - Ordine Coloniale della Stella d'Italia
 Orde Civil i Militar de l'Àguila Romana - Ordine Civile e Militare dell'Aquila Romana
 Orde al Mèrit de Savoia - Ordine al Merito di Savoia
 Orde dels Sants Patrons d'Itàlia - Ordine dei Santi Patroni d'Italia (República Social Italiana)

### Regne Italià d'Albània
Orde de Skanderbeg - Ordine di Skanderberg
 Orde de la Besa - Ordine della Besa

### República Italiana
Orde al Mèrit de la República Italiana - Ordine al merito della Repubblica Italiana
 Orde de l'Estel de la Solidaritat Italiana - Ordine della Stella della Solidarietà Italiana
 Orde de Vittorio Veneto - Ordine di Vittorio Veneto
 Orde Militar d'Itàlia - Ordine militare d'Italia
 Orde al Mèrit del Treball - Ordine al merito del Lavoro

## Medalles

### Medalles al Valor Militar
Medalla al Valor Militar - Medaglia al Valore Militare
 Medalla de l'Exèrcit al Valor Militar - Medaglia al Valore dell'Esercito
 Medalla de la Marina al Valor Militar - Medaglia al Valore di Marina
 Medalla al Valor Aeronàutic - Medaglia al Valore Aeronautico
 Medalla al Valor dels Carabiners - Medaglia al Valore dei carabinieri
 Medalla al Valor de la Guàrdia de Finances - Medaglia al Valore della Guardia di Finanza

### Medalles al Valor Civil
Medalla al valor civil - Medaglia al valor civile
 Medalla albanesa al valor – Medaglia Albanese al Valore (Regne italià d'Albània)

### Creus i medalles al valor militar i al mèrit militar
Creu de Guerra al Valor Militar - Croce di Guerra al valore militare
 Creu al Mèrit de Guerra - Croce al merito di guerra
 Creu de l'Exèrcit al mèrit - Croce al merito dell'esercito
 Medalla al mèrit de la Marina - Medaglia al merito della marina
 Medalla al mèrit aeronàutic - Medaglia al merito dell'aeronautica
 Creu dels carabiners al mèrit - Croce al merito dei carabinieri
 Creu al Mèrit de la Guàrdia de Finances – Croce al merito della Guardia di Finanza

### Medalles al mèrit civil
Medalla al mèrit civil - Medaglia al merito civile
 Medalla pel mèrit en la salut pública - Medaglia ai benemeriti della salute pubblica

### Medalles pel llarg comandament
Medalla Mauriciana al Mèrit pels 50 anys de Carrera Militar - Medaglia Mauriziana al Merito di 10 lustri di Carriera Militare
 Creu per l'antiguitat al servei - Croce per anzianità di servizio
 Medalla al Mèrit pel llarg comandament a l'Exèrcit - Medaglia al merito di lungo comando nell'esercito
 Medalla d'honor per la llarga navegació - Medaglia d'onore di lunga navigazione
 Medalla militar aeronàutica per la llarga navegació aèria - Medaglia militare aeronautica per lunga navigazione aerea
 Medalla al mèrit per la llarga activitat al paracaigudisme militar - Medaglia al merito di lunga attività di paracadutismo militare
 Medalla al mèrit per la llarga activitat a la Guàrdia de Finances - Medaglia militare al merito di lungo comando per la Guardia di Finanza
 Estrella al mèrit pels militars indígenes de les colònies italianes - Stella al merito per i militari indigeni delle colonie italiane
 Creu d'antiguitat al servei a la Milícia Voluntària de Seguretat Nacional - Croce di anzianità di servizio nella MVSN (1933-1943)

## Medalles i Creus de Reconeixement i Commemoratives

### Medalles de Reconeixement pels Voluntaris de Guerra
Medalla de reconeixement pels voluntaris de la guerra italo-austríaca 1915-1918 - Medaglia di Benemerenza per i volontari della guerra italo-austriaca 1915-1918
 Medalla de reconeixement pels voluntaris de la Campana a l'Àfrica Oriental 1935-1936 Medaglia di Benemerenza per i Volontari della Campagna in Africa Orientale 1935–1936
 Medalla de reconeixement pels voluntaris de la Campanya d'Espanya - Medaglia di benemerenza per i volontari della campagna di Spagna
 Medalla de reconeixement pels voluntaris de la Guerra 1940-1945 - Medaglia di Benemerenza per i Volontari della Guerra 1940-45
 Medalla de reconeixement pels voluntaris de la Guerra 1940-43 - Medaglia di Benemerenza per i Volontari della Guerra 1940-43 (no oficial)
 Distintiu d'Honor pels Patriotes Voluntaris de la Llibertat - Distintivo d'Onore per i Patrioti "Volontari della libertà" (1943-45)

### Medalles Creus Commemoratives per les campanyes de guerra i les operacions militars

#### Guerra del Resorgiment
Medalla cívica commemorativa de la defensa de Vicenza (1848) - Medaglia civica commemorativa della difesa di Vicenza (1848)
 Medalla cívica commemorativa dels 18 dies de Brescia (1848) - Medaglia civica commemorativa delle dieci giornate di Brescia (1848)
 Medalla cívica commemorativa de la defensa del Cadore (1848) - Medaglia civica commemorativa della difesa del Cadore (1848)
 Medalla cívica commemorativa de la defensa de Venècia (1848) - Medaglia civica commemorativa della difesa di Venezia (1848)
 Medalla cívica commemorativa dels 5 dies de Milà (1848) - Medaglia civica commemorativa delle cinque giornate di Milano (1848)
 Medalla commemorativa de la guerra de Crimea (1853-56) - Medaglia commemorativa della guerra di Crimea (1853-56)
 Medalla commemorativa dels 1000 de Marsala (1860) - Medaglia commemorativa dei 1000 di Marsala (1860)
 Medalla commemorativa de l'alliberament de Sicília (1860) - Medaglia commemorativa della liberazione di Sicilia (1860)
 Medalla cívica commemorativa de la captura de Roma (1870) - Medaglia civica commemorativa della presa di Roma (1870)
 Medalla commemorativa de la campanya del 1870 - Medaglia commemorativa della campagna del 1870
 Medalla commemorativa de la campanya de la Guerra d'Independència 1848-1866 - Medaglia commemorativa delle campagne delle Guerre d'Indipendenza 1848-1866
 Medalla en record de la Unitat d'Itàlia 1848-1870 - Medaglia a ricordo dell'Unità d'Italia 1848-1870

#### Campanyes colonials
Medalla commemorativa de la campanya d'Àfrica (1882-1935) - Medaglia commemorativa delle campagne d'Africa (1882 – 1935)
 Medalla commemorativa de la campanya a la Xina (1900-1901) - Medaglia commemorativa della campagna in Cina (1900 - 1901)
 Medalla commemorativa de la campanya a la Xina i a l'Extrem Orient (1902-1908) - Medaglia commemorativa della campagna in Cina ed Estremo Oriente (1902 - 1908)
 Medalla commemorativa de la Guerra Italo-Turca (1911-1912) - Medaglia commemorativa della Guerra Italo-Turca (1911 – 1912)
 Medalla commemorativa de la Campanya Líbia (1912-1931) - Medaglia commemorativa delle Campagne di Libia (1912 – 1931)

#### Primera Guerra Mundial
Medalla commemorativa de la guerra 1915-1918 - Medaglia commemorativa nazionale della guerra 1915 – 1918 (amb una estrella d'argent per cada any de campanya)
 Medalla commemorativa italiana de la Victòria de 1918 - Medaglia commemorativa italiana della vittoria del 1918
 Medalla commemorativa de la Unitat d'Itàlia 1848-1918 - Medaglia a ricordo dell'Unità d'Italia 1848-1918

#### Període d'entreguerres
Medalla commemorativa de la Travessia Aèria de la Dècada - Medaglia commemorativa della Crociera aerea del Decennale
 Medalla commemorativa de les operacions militars a l'Àfrica Oriental Italiana 1935-36 (combatents) - Medaglia commemorativa delle operazioni militari in Africa orientale 1935–1936 (ruoli combattenti)
 Medalla commemorativa de les operacions militars a l'Àfrica Oriental Italiana 1935-36 - Medaglia commemorativa delle operazioni militari in Africa orientale 1935–1936
 Medalla commemorativa de les operacions militars a l'Àfrica Oriental Italiana 1935-36 (Front Sud) (combatents) (no oficial) - Medaglia commemorativa delle operazioni militari in Africa orientale 1935–1936 (Fronte Sud, combattenti) (non ufficiale)
 Medalla commemorativa de les operacions militars a l'Àfrica Oriental Italiana 1935-36 (Front Sud) - Medaglia commemorativa delle operazioni militari in Africa orientale 1935-1936 (Fronte Sud) (non ufficiale)
 Medalla commemorativa de la Campanya d'Espanya (1936-1939) - Medaglia commemorativa della campagna di Spagna (1936 – 1939)
 Medalla commemorativa de l'Expedició a Albània 1939 - Medaglia commemorativa della spedizione in Albania (1939)
 Medalla commemorativa de la Unitat d'Itàlia 1848-1922 - Medaglia a ricordo dell'Unità d'Italia 1848-1922

#### Segona Guerra Mundial
Medalla Commemorativa del Període Bèl·lic 1940-43 - Medaglia commemorativa della guerra 1940–43 (amb una estrella d'argent per cada any de campanya)
 Medalla Commemorativa de la batalla del Front Alpí Occidental - Medaglia commemorativa della battaglia del Fronte Alpino Occidentale (no oficial)
 Medalla commemorativa de l'ocupació de Grècia - Medaglia commemorativa dell'occupazione della Grecia (no oficial)
 Medalla commemorativa de la campanya italo-alemanya a l'Àfrica Septentrional - Medaglia commemorativa della campagna italo-tedesca in Africa Settentrionale (no oficial)
 Medalla commemorativa de la Guerra d'Alliberament 1943-45 - Medaglia commemorativa della guerra di liberazione 1943–45 (amb una estrella d'argent per cada any de campanya)

#### República Italiana
Medalla commemorativa per al personal de la Marina Militar destinada al Golf Pèrsic 1987-88 - Medaglia commemorativa per il personale della Marina Militare impegnato nel Golfo Persico 1987-1988
 Creu commemorativa per les operacions militars a l'àrea del Golf Pèrsic - Croce commemorativa per le operazioni militari nell'area del Golfo Persico (24/08/90-16/01/91 i 13/04/91-02/08/91)
 Creu commemorativa per les operacions militars a l'àrea del Golf Pèrsic - Croce commemorativa per le operazioni militari nell'area del Golfo Persico (17/01/91-12/04/91)
 Creu commemorativa per les operacions militars a Somàlia 1992-1993 - Croce commemorativa per le operazioni militari in Somalia 1992-1993
 Creu commemorativa per les operacions militars a l'Afganistan - Croce commemorativa operazioni in Afghanistan (D.M. 15 gennaio 2003)
 Medalla commemorativa de la Guàrdia de Finances per les operacions a l'Afganistan - Medaglia commemorativa delle operazioni in Afghanistan della Guardia di Finanza

#### Operacions de pau
Medalla commemorativa per les operacions de pau - Medaglia commemorativa per operazioni di pace
 Medalla commemorativa per ajudar en les calamitats públiques - Medaglia commemorativa interventi per pubbliche calamità
 Medalla commemorativa per les operacions d'ordre públic - Medaglia commemorativa operazioni di ordine pubblico
Medalla commemorativa de les operacions de socors a Friuli (1976) - Medaglia commemorativa operazioni di soccorso in Friuli (1976)
 Medalla commemorativa de les operacions de socorrs a Campania (1980) - Medaglia commemorativa operazioni di soccorso in Campania (1980)
 Medalla per l'emergència de l'Etna (1991-1992) - Medaglia di benemerenza emergenza Etna (1991-1992)
 Medalla commemorativa de la intervenció a Umbria/Marche - Medaglia commemorativa intervento in Umbria/Marche (Min. Interno)
 Medalla commemorativa de les operacions al Líban - Medaglia commemorativa operazioni in Libano
 Medalla commemorativa de les operacions a Somàlia - Medaglia commemorativa operazioni in Somalia
 Medalla commemorativa de les operacions a Albània - Medaglia commemorativa operazioni in Albania

#### Operacions de l'OTAN
Medalla commemorativa de l'OTAN a Iugoslàvia - Medaglia commemorativa NATO Jugoslavia
Medalla commemorativa de l'OTAN a Bòsnia i Hercegovina - Medaglia commemorativa NATO Bosnia ed Erzegovina
 Medalla commemorativa de l'OTAN a Kosovo - Medaglia commemorativa NATO Kosovo
Medalla commemorativa de l'OTAN a Macedònia del Nord - Medaglia commemorativa NATO Macedonia del Nord
Medalla commemorativa de l'OTAN a Kosovo - Medaglia commemorativa NATO Kosovo 2003

#### Operacions de l'ONU
Medalla Commemorativa de l'ONU – Líban - Medaglia commemorativa ONU Libano
 Medalla Commemorativa de l'ONU – Líban, Síria, Israel, Egipte - Medaglia commemorativa ONU Libano, Siria, Israele, Egitto
 Medalla Commemorativa de l'ONU – Índia/Pakistan - Medaglia commemorativa ONU India-Pakistan
 Medalla Commemorativa de l'ONU – Iraq/Kuwait - Medaglia commemorativa ONU Iraq-Kuwait
 Medalla Commemorativa de l'ONU – Sàhara Occidental - Medaglia commemorativa ONU Sahara Occidentale
 Medalla Commemorativa de l'ONU – Somàlia - Medaglia commemorativa ONU Somalia
 Medalla Commemorativa de l'ONU – Moçambic - Medaglia commemorativa ONU Mozambico
 Medalla Commemorativa de l'ONU – Eritrea - Medaglia commemorativa ONU Eritrea
 Medalla Commemorativa de l'ONU – Congo - Medaglia commemorativa ONU Congo
 Medalla Commemorativa de l'ONU – Angola - Medaglia commemorativa ONU Angola
 Medalla Commemorativa de l'ONU – Etiòpia - Medaglia commemorativa ONU Etiopia
 Medalla Commemorativa de l'ONU – Iran - Medaglia commemorativa ONU Iran
 Medalla Commemorativa de l'ONU – Israel - Medaglia commemorativa ONU Israele
 Medalla Commemorativa de l'ONU – Kosovo - Medaglia commemorativa ONU Kosovo
 Medalla Commemorativa de l'ONU – Kuwait - Medaglia commemorativa ONU Kuwait
 Medalla Commemorativa de l'ONU – Namíbia - Medaglia commemorativa ONU Namibia
 Medalla Commemorativa de l'ONU – Sàhara - Medaglia commemorativa ONU Sahara
 Medalla Commemorativa de l'ONU – Somàlia - Medaglia commemorativa ONU Somalia
 Medalla Commemorativa de l'ONU – Iran-Iraq - Medaglia commemorativa ONU Iran Iraq
 Medalla Commemorativa de l'ONU – Personal en servei a Nova York - Medaglia commemorativa ONU Personale in servizio a New York
 Medalla Commemorativa de la Força Multinacional i d'Observadors al Sinaí - Medaglia commemorativa della Multinational Force and Observers in Sinai

## Medalles feixistes
Medalla Commemorativa de la Marxa sobre Roma - Medaglia Commemorativa della Marcia Su Roma
 Medalla Commemorativa de la Campanya Feixista Per Itàlia Ara i Sempre - Medaglia Commemorativa della Campagna Fascista 'Per l'Italia Ora e Sempre'
 Orde dels Sants Patrons d'Itàlia - Ordine dei Santi Patroni d'Italia (República Social Italiana)
 Creu de l'Antiguitat al Servei de la Milícia Voluntària per la Seguretat Nacional (20 anys)